# 扭转数
扭转数（英语：twisting number）是拓扑学中的一个拓扑不变量。指带状结构的扭转程度。取值为带状结构扭转角的2π分之一。。一般记作:{\displaystyle Tw}。扭转数和扭转角是同一个拓扑量，区别是单位是圆周角而不是弧度。